# 第六代从男爵约翰·阿克顿爵士
第六代从男爵约翰·弗朗西斯·爱德华·阿克顿爵士（Sir John Francis Edward Acton, 6th Baronet；1736年6月3日—1811年8月12日）是托斯卡纳大公国海军部队司令以及费迪南多四世在位时的拿坡里首相。

## 家庭
约翰·阿克顿由爱德华·阿克顿博士（1709–1775）和安娜·凯瑟琳·洛伊斯（1767年死）所生，他被以叔父老约翰·阿克顿的名字命名，约翰是家里长子，他还有两名弟弟约瑟夫和理查德，其中约瑟夫日后成为约翰的岳父。64岁的约翰·阿克顿在1800年2月2日同胞弟约瑟夫·爱德华·阿克顿将军（1737年10月1日-1808年1月12日）的13岁长女玛丽·安·阿克顿（1786年9月10日-1873年）结婚。玛丽·安是那不勒斯王后的侍女，约翰和侄女的婚姻受到了教皇的许可，他的弟弟可能为了把哥哥的财产握在自己后人手里而把女儿嫁给了他。两人育有三个孩子：
- 费迪南德·理查德·爱德华·阿克顿爵士（1801–1837，日后改姓达尔贝格-阿克顿）
- 红衣主教卡迪纳尔·阿克顿（1803–1847）
- 伊丽莎白·阿克顿（1806–1850）嫁第八代从男爵罗伯特·思罗克莫顿爵士，有出

约翰和玛丽·安的长子费迪南德是历史学家第一代第一代阿克顿男爵的父亲。

## 脚注
1. 1 2  Reid, Stuart. .  線上版. 牛津大學出版社. 2008 [2004]. doi:10.1093/ref:odnb/76. 需要订阅或英国公共图书馆会员资格
2. ↑  Chambers Biographical Dictionary, ISBN 0-550-16010-8, p.6
3. ↑   此句或之前多句包含来自公有领域出版物的文本: Chisholm, Hugh (编). .  1 (第11版). London: Cambridge University Press. 1911.